# Grafton Regis
Grafton Regis è un villaggio e parrocchia civile dell'Inghilterra, appartenente alla contea del Northamptonshire.
Si chiama "Regis" ("del Re", in latino) per essere stato per secoli una proprietà della Corona e ha dato il nome all'Onore di Grafton, una giurisdizione storica legata alla famiglia reale britannica, e al titolo di Duca di Grafton assegnato nel XVII secolo a un figlio di Carlo II d'Inghilterra e tuttora portato dai suoi discendenti.